# Endothenia oblongana
Endothenia oblongana là một loài bướm đêm thuộc họ Tortricidae. Loài này có ở Palearctic ecozone.
Sải cánh dài 11–15 mm. Con trưởng thành bay từ tháng 5 đến tháng 8 tùy theo địa điểm.
Ấu trùng ăn nhiều loại thực vật thân thảo.